# T'en souviens-tu la Seine
Pistes de T'en souviens-tu la Seine
Marie
T'en souviens-tu la Seine est une chanson d'Anne Sylvestre parue en 1964 dans l'album T'en souviens-tu la Seine.

## Historique
Elle sort dans son quatrième album, dont elle donne le titre. Elle ressort en 1965 dans un EP 45 tours.

« C'est le souvenir de toutes les heures que j'ai rêvées sur les quais au lieu de fréquenter la Sorbonne. J'ai fait cette chanson, j'en ai assemblé les morceaux, au long des semaines, surtout en voiture, en me la répétant inlassablement. »

Le texte de la chanson paraît dans le recueil d'Anne Sylvestre Poésie et Chansons (Seghers, 1966).

## Thématique
C'est une chanson nostalgique qui célèbre le fleuve qui traverse Paris : « Tes deux quais m'ont tant fait rêver ». 
La Seine y prend la forme de « la femme confidente d’un jour, comme dans cette romance d’Anne Sylvestre, toute empreinte de sensibilité, qui présente une Seine salvatrice ».
Il s'agit d'une de ses premières mélodies, qui est également une référence connue au Québec[pertinence contestée].